# 重现期
重现期，或稱重現期距，是指大于等于某强度的洪水、地震、山崩、干旱等自然灾害发生的平均时间间隔，通常基于历史数据资料，经过统计分析得出。重现期除了可以表示自然灾害出现的频率，也可以用来衡量自然灾害的量级。
“T年洪水”（英語：T-year flood）实际上是指洪水的重现期为T年，亦即在较长的时间跨度下每年发生的概率是1/T。T年洪水也常被称作“T年一遇的洪水”，但這種稱呼是否合適存在争议。

## 概率含义
一個灾害的重现期为T年，並不表示每T年必然會发生一次，而是表示在很长的一段时间内，這個災害每年的發生率是1/T，如重现期为100年的灾害即是指每年发生的概率是1%，但两次发生之间间隔的年份可能相差很大。

### 泊松分布
通常认为超定量的自然灾害服从泊松分布。其概率密度函数如下：
{\displaystyle P_{t}(X=r)={(\mu t)^{r} \over r!}e^{-\mu t}={(t/T)^{r} \over r!}e^{-t/T}}，
其中{\displaystyle r}是事件发生的次数，{\displaystyle t}是给定的时间段，{\displaystyle T}是重现期，{\displaystyle \mu =1/T} 是事件发生概率。
在给定时间段{\displaystyle t}内，事件一次都不发生的概率可将{\displaystyle r=0}代入上式得出
{\displaystyle P_{t}(X=0)=e^{-t/T}}，
从而事件发生一次的概率为
{\displaystyle P_{t}(X\geq 1)=1-P_{t}(X=0)=1-e^{-t/T}}。
值得注意的是，将{\displaystyle t=T}代入上式可得，对于重现期为T年的事件，在T年内发生至少一次的概率为
{\displaystyle 1-\exp(-1)\approx 63.2\%}。
而泊松分布的期望是
{\displaystyle E[P_{t}(r)]=t/T}，
代入{\displaystyle t=T}即可得对于重现期为T年的事件，在T年内发生次数的期望为1。

### 二项分布

1501-2013年德国帕绍段多瑙河洪水记录，洪峰高度超过对应虚线的为50年或100年洪水

也可以使用二项分布进行估计，其概率密度函数如下：
{\displaystyle P(X=r)={t \choose r}\mu ^{r}(1-\mu )^{t-r}={t \choose r}(1/T)^{r}(1-1/T)^{t-r}}，
其中{\displaystyle r}是事件发生的次数，{\displaystyle t}是给定的时间段，{\displaystyle T}是重现期，{\displaystyle \mu =1/T} 是事件发生概率。但须注意到，当{\displaystyle T}较大时，{\displaystyle \mu }较小，事件概率较低。若此时给定的年数{\displaystyle t}也很大时，二项分布实际近似一个参数为{\displaystyle t/T}的泊松分布。因此用上式计算出的「百年」事件在100年内至少发生一次的概率会和用泊松分布算出的结果十分接近。
直接计算也可得{\displaystyle t}时间内事件发生一次的概率为
{\displaystyle P_{t}(X\geq 1)=1-P_{t}(X=0)=1-(1-1/T)^{t}}，
在T和t都较大时，上式可近似为泊松分布的结果{\displaystyle 1-e^{-t/T}}。
同样，二项分布的期望为{\displaystyle t/T}，表明重现期为T年的事件在T年内发生次数的期望为1。

## 实例
德国帕绍段多瑙河自1501年至2013年的洪水历史记录表明两次同量级的洪水实际发生的时间间隔波动相当大。自1501年至2013年，50年洪水的重现期最短4年，最长192年，仅有半数重现期落在误差50%以内的25年至75年区间内。类似地，自1955年至2007年，5年洪水重现期最短仅5个月，最长则为16年，同样仅有半数重现期落在2.5年至7.5年区间内。

## 建模计算
重现期主要根据时间比较长的历史记录来推算。但很多地区的统计数据涵盖年限不足以涵盖百年甚至千年（如中国大陆大多数城市在20世纪50年代才有气象数据），也难以剔除偶然项，故一般采用统计建模的方式推算重现期。常用的概率分布有皮尔逊第三型分布、耿贝尔分布、指数分布、韦伯分布等。

## “T年一遇”的争议
中国中央气象台首席预报员陈涛回應「鄭州暴雨千年一遇」的說法時，介紹說「千年一遇」是指科學上的重現期，重現期靠推算得出，仅表示数学上的概率，在没有可靠有效的长时记录之前，很难谈论「千年一遇」。也有媒体质疑称「千年一遇」可能是一种将灾难无限放大从而逃避责任的托词。另外还有媒体表示使用「T年一遇」的人士本意是为了凸显事件的严重程度，但因为对「T年一遇」的误解会将事件等级进一步夸大。

## 工程应用
重现期除了可以描述自然灾害发生概率外，还可以反映自然灾害的强度。在工程建设、城市规划中也常以重现期推算出的强度来制定设计标准。如三峡工程中宜昌站不同重现期的洪水流量：十年洪水流量为56,700立方米／秒，二十年洪水流量为72,300立方米／秒，百年洪水流量为83,700立方米／秒，千年洪水流量为98,800立方米／秒，万年洪水流量为113,000立方米／秒，可能最大洪水的洪水流量为120,000～127,000立方米／秒，工程的设计标准可正常应对千年洪水；校核标准可抵御万年洪水再加10％；行洪防洪能力方面，在百年洪水面前，还可以保护下游河段的安全。